# 17764 Schatzman
17764 Schatzman este un asteroid din centura principală de asteroizi.

## Descriere
17764 Schatzman este un asteroid din centura principală de asteroizi. A fost descoperit pe 2 martie 1998 la Caussols, în cadrul proiectului ODAS. Asteroidul prezintă o orbită caracterizată de o semiaxă mare de 2,60 ua, o excentricitate de 0,23 și o înclinație de 5,1° în raport cu ecliptica.